# Aigüesjuntes (Lladurs)
Aigüesjuntes és la confluència de les aigües del Riu Fred i de la Riera de Canalda. És a la parròquia de Montpol, al terme municipal de Lladurs, per bé que en aquell punt hi ha el límit amb el terme municipal d'Odèn. A partir d'aquest punt, situat a 641 m d'altitud, el corrent que s'origina és conegut amb el nom de Ribera Salada.